# Алис Херман
Алис Херман (на унгарски: Alice Hermann) е унгарски психоаналитик.

## Биография
Родена е на 29 май 1895 година в Абафалва, Австро-Унгария (днес Абовце, Словакия). През 1915 започва да учи психология, философия и естетика. Четири години по-късно започва работа в лабораторията на Геза Ревеш. Завършва през 1921 г. Година по-късно се омъжва за Имре Херман, който е асистент на Ревеш в лабораторията и Алис ражда три дъщери. Заминава за Берлин през 1929 г., където започва психоаналитичното си обучение. Между 1930 и 1945 си има собствена практика. След войната се присъединява към Унгарската комунистическа партия и става съветник на унгарските профсъюзи по образователните въпроси. След като Унгарското психоаналитично общество е разпуснато през 1949 започва да води лекции по педагогика в детски градини и е лектор в Съвета на детските градини в Будапеща до 1952 г. В периода 1956 – 1962 работи към Министерството на образованието на Унгария.
Умира на 16 август 1975 година в Будапеща на 80-годишна възраст.